# Hasan Özcan
Hasan Özcan (ur. 13 kwietnia 1979 w İzmicie) – turecki wioślarz.

## Osiągnięcia
- Mistrzostwa Europy – Ateny 2008 – dwójka bez sternika – 10. miejsce[1].